# Rex Cawley
Rex Cawley (właśc. Warren Jay Cawley, ur. 6 lipca 1940 w Detroit, zm. 21 stycznia 2022 w Orange) – amerykański lekkoatleta, mistrz olimpijski.
Specjalizował się w biegu na 400 metrów przez płotki. Podczas amerykańskich przedolimpijskich zawodów kwalifikacyjnych 13 września 1964 w Los Angeles ustanowił rekord świata na tym dystansie wynikiem 49,1 s. Podczas igrzysk olimpijskich w 1964 w Tokio został mistrzem olimpijskim, wygrywając w finale rezultatem 49,6 s., wyprzedzając srebrnego medalistę Johna Coopera z Wielkiej Brytanii o 0,5 sekundy.
Cawley był mistrzem USA (organizacji AAU) w biegu na 440 jardów przez płotki w 1963 i 1965. Zakończył karierę w 1965.